# Modulo (opération)
Pour les articles homonymes, voir Modulo.
 (juin 2009).
Si vous disposez d'ouvrages ou d'articles de référence ou si vous connaissez des sites web de qualité traitant du thème abordé ici, merci de compléter l'article en donnant les références utiles à sa vérifiabilité et en les liant à la section « Notes et références ».
En informatique, l'opération modulo,, ou opération mod, est une opération binaire qui associe, à deux entiers naturels, le reste de la division euclidienne du premier par le second. Le reste de la division de a par n (n ≠ 0) est noté a mod n (ou a % n dans certains langages informatiques). Ainsi 9 mod 4 = 1, car 9 = 2×4 + 1 et 0 ≤ 1 < 4. De même 9 mod 3 = 0. L'opération peut être étendue aux entiers relatifs, voire aux nombres réels, mais alors les langages de programmation peuvent diverger, en particulier a mod n n'est plus forcément positif ou nul. 
En mathématiques, l'usage du terme modulo est différent même s'il est lié : il ne désigne pas une opération mais intervient pour caractériser une relation de congruence sur les entiers (et plus généralement pour d'autres congruences) ; le mot clef mod associé n'est le plus souvent utilisé que pour noter cette congruence, même si un ouvrage comme Concrete Mathematics l'utilise également pour désigner l'opération binaire.

## Différentes définitions de la fonction modulo
L'opération mod associe à deux entiers naturels a et b ≠ 0 le reste de la division euclidienne de a par b, qui est l'unique entier r vérifiant :
- a = b × q + r pour un certain entier naturel q ;
- 0 ≤ r < b.

Par exemple : 
12 mod 10 = 2 car 12 = 10 × 1 + 2 et 0 ≤ 2 < 10
c'est-à-dire que 2 est le reste de la division euclidienne de 12 par 10.

### Usage
En mathématique le modulo est couramment utilisé pour définir des relations de congruence sur les entiers. C'est-à-dire des relations de comparaison circulaire typique, par exemple, des calculs calendaires.
En informatique, le modulo est classiquement utilisé dans le même esprit.

#### Exemple simple

Les opérations sur les horloges sont modulo 12. C'est un cas d'usage classique de l'opération modulo appliqué aux entiers naturels, en mathématique comme en informatique.

Un exemple classique utilisé en mathématique et également représentatif de son usage en informatique, est le calcul sur une horloge.
En effet, sur une horloge, l'addition des heures est circulaire : s'il est 9h et que je rajoute 4h alors il est 13h, mais, sur une horloge qui repasse à 0 après le passage à 12, alors il est noté 1h.
On dit que les opérations sur l'horloge sont alors « modulo 12 ».
1 et 13 sont alors dits « congrus modulo 12 », ou encore : 
1 ≡ 13 (mod 12).
En considérant le modulo comme une opération, comme c'est le cas en informatique, on écrirait : 
Heure_finale = ( Heure_initiale + x ) mod 12
De manière générale, en informatique, l'opération modulo est utilisée pour toute opération circulaire similaire (calcul calendaire, certains parcours de tableau etc.)

#### Exemple avec des décalages circulaires
L'opération modulo permet d'effectuer un décalage circulaire d'indices. En effet, si l'on considère la suite des entiers contigus de 1 à n, u = (1, 2, 3…, n − 1, n), alors on peut décaler de p rangs avec :
u'i = ((ui + p − 1) mod n) + 1.
Par exemple, pour décaler de deux la suite (1, 2, 3, 4, 5) :
u'i = ((ui + 1) mod 5) + 1 ;
on a bien :
- u'1 = ((1 + 1) mod 5) + 1 = 3
- u'2 = ((2 + 1) mod 5) + 1 = 4
- u'4 = ((4 + 1) mod 5) + 1 = 1

et donc u' = (3, 4, 5, 1, 2).

### Divergence des définitions dans les cas autres que les entiers naturels

Représentations graphiques des fonctions «reste» (en vert) et «quotient» (en rouge) dans la division euclidienne par un entier n, à gauche pour un entier n positif et à droite pour un entier n négatif.Le reste de la division euclidienne reste positif dans tous les cas.

L'analogie avec la définition du reste de la division euclidienne est brisée une fois qu'on l'étend aux entiers négatifs ou aux réels. Le comportement du modulo diffère alors en fonction des langages de programmation et ne respecte en général plus la définition mathématique du reste de la division euclidienne.
En effet, le reste de la division reste positif dans tous les cas (voir schéma ci-contre), contrairement à de nombreuses autres définitions utilisées en informatique (voir sections ci-après).
On décrit ci-dessous quelques-unes des définitions courantes dans les langages informatiques.

## Les différentes définitions en informatique

### Définition utilisant la partie entière (inférieure)

Évolution du quotient et du reste (résultat du modulo) en fonction des éléments a et b et du signe du diviseur dans le cas où on utilise la définition utilisant la partie entière.

Soit la notation {\displaystyle \lfloor x\rfloor } définissant le plus grand entier inférieur ou égal à x.
Alors on peut poser une définition du modulo tel que : 
{\displaystyle a{\bmod {n}}=a-\left\lfloor {\frac {a}{n}}\right\rfloor \times n}
L'opérateur mod renvoie alors un modulo toujours compris entre 0 (inclus) et le diviseur n (exclu) et qui a le même signe que le diviseur n. Ce qui le distingue du reste de la division euclidienne puisque le modulo peut alors être négatif quand le quotient est négatif.
Exemple :
| Dividende | Diviseur | Quotient | Reste |
| --------- | -------- | -------- | ----- |
| 117       | 17       | 6        | 15    |
| −117      | 17       | −7       | 2     |
| −117      | −17      | 6        | −15   |
| 117       | −17      | −7       | −2    |
| 12,7      | 3,5      | 3        | 2,2   |

Cette définition vérifie les lois de l'arithmétique modulaire, plus :  x mod −y = −((−x) mod y). Elle convient pour les calculs cycliques. La valeur modulaire renvoyée est toujours du signe du diviseur (le diviseur étant positif dans la plupart des calculs cycliques).

### Définition utilisant la troncature de la partie décimale
{\displaystyle \left[x\right]} est la troncature entière de x.
{\displaystyle a{\bmod {n}}=a-\left[{\frac {a}{n}}\right]\times n}
L'opérateur mod renvoie alors :

Évolution du quotient et du reste (résultat du modulo) en fonction des éléments a et b et du signe du diviseur dans le cas où on utilise la définition utilisant la troncature.

- un modulo positif inférieur à {\displaystyle \left|n\right|} pour a positif.
- un modulo négatif supérieur à {\displaystyle -\left|n\right|} pour a négatif.

Exemple :
| Dividende | Diviseur | Quotient | Reste |
| --------- | -------- | -------- | ----- |
| 117       | 17       | 6        | 15    |
| −117      | 17       | −6       | −15   |
| −117      | −17      | 6        | −15   |
| 117       | −17      | −6       | 15    |

Le modulo a le même signe que l'opérande gauche.
Cette définition vérifie la loi: x mod −y = x mod y. Elle viole la loi (x+n) mod n = x mod n.

### Définition utilisant l'arrondi

Évolution du quotient et du reste (résultat du modulo) en fonction des éléments a et b et du signe du diviseur dans le cas où on utilise la définition utilisant l'arrondi.

On peut également utiliser l'arrondi en définissant le quotient tel que : 
{\displaystyle q=arrondi({\frac {a}{b}})}
Où « arrondi » est la fonction arrondi.
Le reste, résultat du modulo, est alors défini par : 
{\displaystyle r=a-n\times arrondi({\frac {a}{b}})}
Cette définition est notamment utilisée dans le langage LISP.

### Définition utilisant la partie entière supérieure

Évolution du quotient et du reste (résultat du modulo) en fonction des éléments a et b et du signe du diviseur dans le cas où on utilise la définition utilisant l'arrondi.

Soit la notation {\displaystyle \left\lceil x\right\rceil } définissant le plus petit entier supérieur ou égal à x.
Alors on peut poser une définition du quotient ainsi : 
{\displaystyle q=\left\lceil {\frac {a}{n}}\right\rceil }
Et la définition du modulo tel que : 
{\displaystyle a{\bmod {n}}=a-\left\lceil {\frac {a}{n}}\right\rceil \times n}
Le comportement est proche de celui de la partie entière inférieure.
Ce comportement est également trouvé en LISP.

### Comparaison sous forme de tableau
|           |          | partie entière | partie entière | troncature | troncature | fonct. euclidienne | fonct. euclidienne |
| Dividende | Diviseur | Quotient       | Reste          | Quotient   | Reste      | Quotient           | Reste              |
| --------- | -------- | -------------- | -------------- | ---------- | ---------- | ------------------ | ------------------ |
| 117       | 17       | 6              | 15             | 6          | 15         | 6                  | 15                 |
| −117      | 17       | −7             | 2              | −6         | −15        | -7                 | 2                  |
| −117      | −17      | 6              | −15            | 6          | −15        | 7                  | 2                  |
| 117       | −17      | −7             | −2             | −6         | 15         | -6                 | 15                 |
| 12,7      | 3,5      | 3              | 2,2            |            |            |                    |                    |

## Comportement avec des opérandes non entiers
D'un point de vue strictement mathématique, il n'existe pas d'équivalent strict au modulo dans l'espace des réels. Il peut exister des équivalences partielles mais certaines opérations ne sont alors plus valables.
Toutefois, du strict point de vue des définitions utilisées dans les langages informatiques, les deux définitions informatiques précédentes du modulo restent valide et permettent donc à x et y d'être des nombres rationnels (ou réels en mathématiques, bien que les systèmes informatiques de calcul numérique ne sachent travailler que sur un sous-ensemble des nombres rationnels, du fait de limites de précision).
Cependant, par analogie avec la fonction mathématique, en C, C++, PHP et de nombreux langages, l'opérateur mod ou % n'opère que sur les types entiers. A contrario : dans certains cas l'opérateur modulo est étendu aux réels. Attention, parce que suivant le langage, les types numériques sont parfois convertis implicitement en entiers (par coercition) ce qui peut donner l'impression que l'opérateur est étendu aux réels quand ce n'est pas le cas.

## Comportement des langages de programmation
| Langage                                | Opérateur                          | Prend en charge les entiers ? | Prise en charge nombres flottants ? | Définition utilisée                     |
| -------------------------------------- | ---------------------------------- | ----------------------------- | ----------------------------------- | --------------------------------------- |
| ABAP                                   | MOD                                | Oui                           | Oui                                 | Euclidienne                             |
| ActionScript                           | %                                  | Oui                           | (no)                                | Troncature                              |
| Ada (langage)                          | mod                                | Oui                           | (no)                                | Partie entière (inférieure)             |
| Ada (langage)                          | rem                                | Oui                           | (no)                                | Troncature                              |
| ALGOL 68                               | ÷×, mod                            | Oui                           | (no)                                | Euclidienne                             |
| AMPL                                   | mod                                | Oui                           | (no)                                | Troncature                              |
| APL                                    | \|                                 | Oui                           | Oui                                 | Partie entière (inférieure)             |
| AppleScript                            | mod                                | Oui                           | (no)                                | Troncature                              |
| AutoLISP de AutoCAD                    | (rem d n)                          | Oui                           | (no)                                | Troncature                              |
| AWK                                    | %                                  | Oui                           | (no)                                | Troncature                              |
| bash                                   | %                                  | Oui                           | (no)                                | Troncature                              |
| BASIC                                  | Mod                                | Oui                           | (no)                                | Dépend de l'implémentation              |
| bc (voir bc (Unix))                    | %                                  | Oui                           | (no)                                | Troncature                              |
| C C++                                  | %, div                             | Oui                           | (no)                                | Troncature                              |
| C C++                                  | fmod (C) std::fmod (C++)           | (no)                          | Oui                                 | Troncature                              |
| C C++                                  | remainder (C) std::remainder (C++) | (no)                          | Oui                                 | Arrondi                                 |
| C#                                     | %                                  | Oui                           | Oui                                 | Troncature                              |
| C#                                     | Math.IEEERemainder                 | (no)                          | Oui                                 | Arrondi                                 |
| Clarion (langage)                      | %                                  | Oui                           | (no)                                | Troncature                              |
| Clean (langage) (en)                   | rem                                | Oui                           | (no)                                | Troncature                              |
| Clojure                                | mod                                | Oui                           | (no)                                | Partie entière (inférieure)             |
| Clojure                                | rem                                | Oui                           | (no)                                | Troncature                              |
| COBOL                                  | FUNCTION MOD                       | Oui                           | (no)                                | Partie entière (inférieure)             |
| COBOL                                  | FUNCTION REM                       | Oui                           | Oui                                 | Troncature                              |
| CoffeeScript                           | %                                  | Oui                           | (no)                                | Troncature                              |
| CoffeeScript                           | %%                                 | Oui                           | (no)                                | Partie entière (inférieure)             |
| ColdFusion                             | %, MOD                             | Oui                           | (no)                                | Troncature                              |
| Common Intermediate Language           | rem (signed)                       | Oui                           | Oui                                 | Troncature                              |
| Common Intermediate Language           | rem.un (unsigned)                  | Oui                           | (no)                                | NC                                      |
| Common Lisp                            | mod                                | Oui                           | Oui                                 | Partie entière (inférieure)             |
| Common Lisp                            | rem                                | Oui                           | Oui                                 | Troncature                              |
| Crystal (langage de programmation)     | %, modulo                          | Oui                           | Oui                                 | Partie entière (inférieure)             |
| Crystal (langage de programmation)     | remainder                          | Oui                           | Oui                                 | Troncature                              |
| D (langage)                            | %                                  | Oui                           | Oui                                 | Troncature                              |
| Dart (langage)                         | %                                  | Oui                           | Oui                                 | Euclidienne                             |
| Dart (langage)                         | remainder()                        | Oui                           | Oui                                 | Troncature                              |
| Eiffel (langage)                       | \\                                 | Oui                           | (no)                                | Troncature                              |
| Elixir (langage)                       | rem/2                              | Oui                           | (no)                                | Troncature                              |
| Elixir (langage)                       | Integer.mod/2                      | Oui                           | (no)                                | Partie entière (inférieure)             |
| Elm (langage)                          | modBy                              | Oui                           | (no)                                | Partie entière (inférieure)             |
| Elm (langage)                          | remainderBy                        | Oui                           | (no)                                | Troncature                              |
| Erlang (langage)                       | rem                                | Oui                           | (no)                                | Troncature                              |
| Erlang (langage)                       | math:fmod/2                        | (no)                          | Oui                                 | Troncature (identique au C)             |
| Euphoria (langage)                     | mod                                | Oui                           | (no)                                | Partie entière (inférieure)             |
| Euphoria (langage)                     | remainder                          | Oui                           | (no)                                | Troncature                              |
| F#                                     | %                                  | Oui                           | Oui                                 | Troncature                              |
| F#                                     | Math.IEEERemainder                 | (no)                          | Oui                                 | Arrondi                                 |
| Factor                                 | mod                                | Oui                           | (no)                                | Troncature                              |
| FileMaker                              | Mod                                | Oui                           | (no)                                | Partie entière (inférieure)             |
| Forth (langage)                        | mod                                | Oui                           | (no)                                | Dépend de l'implémentation              |
| Forth (langage)                        | fm/mod                             | Oui                           | (no)                                | Partie entière (inférieure)             |
| Forth (langage)                        | sm/rem                             | Oui                           | (no)                                | Troncature                              |
| Fortran                                | mod                                | Oui                           | Oui                                 | Troncature                              |
| Fortran                                | modulo                             | Oui                           | Oui                                 | Partie entière (inférieure)             |
| Frink (langage) (en)                   | mod                                | Oui                           | (no)                                | Partie entière (inférieure)             |
| (Full BASIC (en)) (standard ANSI)      | MOD                                | Oui                           | Oui                                 | Partie entière (inférieure)             |
| (Full BASIC (en)) (standard ANSI)      | REMAINDER                          | Oui                           | Oui                                 | Troncature                              |
| GLSL                                   | %                                  | Oui                           | (no)                                | Non défini                              |
| GLSL                                   | mod                                | (no)                          | Oui                                 | Partie entière (inférieure)             |
| GameMaker Studio (GML)                 | mod, %                             | Oui                           | (no)                                | Troncature                              |
| GDScript (Godot)                       | %                                  | Oui                           | (no)                                | Troncature                              |
| GDScript (Godot)                       | fmod                               | (no)                          | Oui                                 | Troncature                              |
| GDScript (Godot)                       | posmod                             | Oui                           | (no)                                | Partie entière (inférieure)             |
| GDScript (Godot)                       | fposmod                            | (no)                          | Oui                                 | Partie entière (inférieure)             |
| Go (langage)                           | %                                  | Oui                           | (no)                                | Troncature                              |
| Go (langage)                           | math.Mod                           | (no)                          | Oui                                 | Troncature                              |
| Go (langage)                           | big.Int.Mod                        | Oui                           | (no)                                | Euclidienne                             |
| Groovy (langage)                       | %                                  | Oui                           | (no)                                | Troncature                              |
| Haskell                                | mod                                | Oui                           | (no)                                | Partie entière (inférieure)             |
| Haskell                                | rem                                | Oui                           | (no)                                | Troncature                              |
| Haskell                                | Data.Fixed.mod' (GHC)              | (no)                          | Oui                                 | Partie entière (inférieure)             |
| Haxe                                   | %                                  | Oui                           | (no)                                | Troncature                              |
| HLSL                                   | %                                  | Oui                           | Oui                                 | Non défini                              |
| J (langage)                            | \|                                 | Oui                           | (no)                                | Partie entière (inférieure)             |
| Java (langage)                         | %                                  | Oui                           | Oui                                 | Troncature                              |
| Java (langage)                         | Math.floorMod                      | Oui                           | (no)                                | Partie entière (inférieure)             |
| JavaScript TypeScript                  | %                                  | Oui                           | Oui                                 | Troncature                              |
| Julia (langage)                        | mod                                | Oui                           | Oui                                 | Partie entière (inférieure)             |
| Julia (langage)                        | %, rem                             | Oui                           | Oui                                 | Troncature                              |
| Kotlin (langage)                       | %, rem                             | Oui                           | Oui                                 | Troncature                              |
| Kotlin (langage)                       | mod                                | Oui                           | Oui                                 | Partie entière (inférieure)             |
| ksh                                    | %                                  | Oui                           | (no)                                | Troncature (identique à POSIX sh)       |
| ksh                                    | fmod                               | (no)                          | Oui                                 | Troncature                              |
| LabVIEW                                | mod                                | Oui                           | Oui                                 | Troncature                              |
| LibreOffice                            | =MOD()                             | Oui                           | (no)                                | Partie entière (inférieure)             |
| Logo (langage)                         | MODULO                             | Oui                           | (no)                                | Partie entière (inférieure)             |
| Logo (langage)                         | REMAINDER                          | Oui                           | (no)                                | Troncature                              |
| Lua (langage) 5                        | %                                  | Oui                           | Oui                                 | Partie entière (inférieure)             |
| Lua (langage) 4                        | mod(x,y)                           | Oui                           | Oui                                 | Troncature                              |
| (Liberty BASIC (en))                   | MOD                                | Oui                           | (no)                                | Troncature                              |
| Mathcad                                | mod(x,y)                           | Oui                           | (no)                                | Partie entière (inférieure)             |
| Maple                                  | e mod m (by default), modp(e, m)   | Oui                           | (no)                                | Euclidienne                             |
| Maple                                  | mods(e, m)                         | Oui                           | (no)                                | Arrondie                                |
| Maple                                  | frem(e, m)                         | Oui                           | Oui                                 | Arrondie                                |
| Mathematica                            | Mod[a, b]                          | Oui                           | (no)                                | Partie entière (inférieure)             |
| MATLAB                                 | mod                                | Oui                           | (no)                                | Partie entière (inférieure)             |
| MATLAB                                 | rem                                | Oui                           | (no)                                | Troncature                              |
| Maxima (logiciel)                      | mod                                | Oui                           | (no)                                | Partie entière (inférieure)             |
| Maxima (logiciel)                      | remainder                          | Oui                           | (no)                                | Troncature                              |
| Maya Embedded Language                 | %                                  | Oui                           | (no)                                | Troncature                              |
| Microsoft Excel                        | =MOD()                             | Oui                           | Oui                                 | Partie entière (inférieure)             |
| Minitab                                | MOD                                | Oui                           | (no)                                | Partie entière (inférieure)             |
| Modula-2                               | MOD                                | Oui                           | (no)                                | Partie entière (inférieure)             |
| Modula-2                               | REM                                | Oui                           | (no)                                | Troncature                              |
| MUMPS                                  | #                                  | Oui                           | (no)                                | Partie entière (inférieure)             |
| Netwide Assembler (NASM, NASMX)        | %, div (unsigned)                  | Oui                           | (no)                                | NC                                      |
| Netwide Assembler (NASM, NASMX)        | %% (signed)                        | Oui                           | (no)                                | Dépend de l'implémentation              |
| Nim (langage)                          | mod                                | Oui                           | (no)                                | Troncature                              |
| Oberon (langage)                       | MOD                                | Oui                           | (no)                                | Proche de Partie entière (inférieure)   |
| Objective-C                            | %                                  | Oui                           | (no)                                | Troncature (identique à C99)            |
| Object Pascal, Delphi (langage)        | mod                                | Oui                           | (no)                                | Troncature                              |
| OCaml                                  | mod                                | Oui                           | (no)                                | Troncature                              |
| OCaml                                  | mod_float                          | (no)                          | Oui                                 | Troncature                              |
| Occam (langage)                        | \                                  | Oui                           | (no)                                | Troncature                              |
| Pascal (langage) (ISO-7185 and -10206) | mod                                | Oui                           | (no)                                | Proche de l'Euclidienne                 |
| Perl (langage)                         | %                                  | Oui                           | (no)                                | Partie entière (inférieure)             |
| Perl (langage)                         | POSIX::fmod                        | (no)                          | Oui                                 | Troncature                              |
| Phix                                   | mod                                | Oui                           | (no)                                | Partie entière (inférieure)             |
| Phix                                   | remainder                          | Oui                           | (no)                                | Troncature                              |
| PHP                                    | %                                  | Oui                           | (no)                                | Troncature                              |
| PHP                                    | fmod                               | (no)                          | Oui                                 | Troncature                              |
| PIC BASIC Pro                          | \\                                 | Oui                           | (no)                                | Troncature                              |
| PL/I                                   | mod                                | Oui                           | (no)                                | Partie entière (inférieure) (ANSI PL/I) |
| PowerShell                             | %                                  | Oui                           | (no)                                | Troncature                              |
| Programming Code (PRC)                 | MATH.OP - 'MOD; (\)'               | Oui                           | (no)                                | Undefined                               |
| Progress (Progress Software)           | modulo                             | Oui                           | (no)                                | Troncature                              |
| Prolog (ISO 1995)                      | mod                                | Oui                           | (no)                                | Partie entière (inférieure)             |
| Prolog (ISO 1995)                      | rem                                | Oui                           | (no)                                | Troncature                              |
| PureBasic                              | %, Mod(x,y)                        | Oui                           | (no)                                | Troncature                              |
| PureScript                             | `mod`                              | Oui                           | (no)                                | Euclidean                               |
| Pure Data                              | %                                  | Oui                           | (no)                                | Troncature (same as C)                  |
| Pure Data                              | mod                                | Oui                           | (no)                                | Partie entière (inférieure)             |
| Python                                 | %                                  | Oui                           | Oui                                 | Partie entière (inférieure)             |
| Python                                 | math.fmod                          | (no)                          | Oui                                 | Troncature                              |
| Q#                                     | %                                  | Oui                           | (no)                                | Troncature                              |
| R (langage)                            | %%                                 | Oui                           | Oui                                 | Partie entière (inférieure)             |
| Racket                                 | modulo                             | Oui                           | (no)                                | Partie entière (inférieure)             |
| Racket                                 | remainder                          | Oui                           | (no)                                | Troncature                              |
| Raku                                   | %                                  | (no)                          | Oui                                 | Partie entière (inférieure)             |
| RealBasic                              | MOD                                | Oui                           | (no)                                | Troncature                              |
| Reason                                 | mod                                | Oui                           | (no)                                | Troncature                              |
| Rexx                                   | //                                 | Oui                           | Oui                                 | Troncature                              |
| RPG                                    | %REM                               | Oui                           | (no)                                | Troncature                              |
| Ruby                                   | %, modulo()                        | Oui                           | Oui                                 | Partie entière (inférieure)             |
| Ruby                                   | remainder()                        | Oui                           | Oui                                 | Troncature                              |
| Rust                                   | %                                  | Oui                           | Oui                                 | Troncature                              |
| Rust                                   | rem_euclid()                       | Oui                           | Oui                                 | Euclidienne                             |
| SAS                                    | MOD                                | Oui                           | (no)                                | Troncature                              |
| Scala                                  | %                                  | Oui                           | Oui                                 | Troncature                              |
| Scheme                                 | modulo                             | Oui                           | (no)                                | Partie entière (inférieure)             |
| Scheme                                 | remainder                          | Oui                           | (no)                                | Troncature                              |
| Scheme R6RS                            | mod                                | Oui                           | (no)                                | Euclidienne                             |
| Scheme R6RS                            | mod0                               | Oui                           | (no)                                | Arrondie                                |
| Scheme R6RS                            | flmod                              | (no)                          | Oui                                 | Euclidienne                             |
| Scheme R6RS                            | flmod0                             | (no)                          | Oui                                 | Arrondie                                |
| Scratch                                | mod                                | Oui                           | Oui                                 | Partie entière (inférieure)             |
| Seed7 (en)                             | mod                                | Oui                           | Oui                                 | Partie entière (inférieure)             |
| Seed7 (en)                             | rem                                | Oui                           | Oui                                 | Troncature                              |
| SenseTalk (en)                         | modulo                             | Oui                           | (no)                                | Partie entière (inférieure)             |
| SenseTalk (en)                         | rem                                | Oui                           | (no)                                | Troncature                              |
| sh (POSIX) (includes bash, mksh, &c.)  | %                                  | Oui                           | (no)                                | Troncature (same as C)                  |
| Smalltalk                              | \\                                 | Oui                           | (no)                                | Partie entière (inférieure)             |
| Smalltalk                              | rem:                               | Oui                           | (no)                                | Troncature                              |
| Snap!                                  | mod                                | Oui                           | (no)                                | Partie entière (inférieure)             |
| Spin (en)                              | //                                 | Oui                           | (no)                                | Partie entière (inférieure)             |
| Solidity                               | %                                  | Oui                           | (no)                                | Partie entière (inférieure)             |
| SQL (SQL:1999)                         | mod(x,y)                           | Oui                           | (no)                                | Troncature                              |
| SQL (SQL:2011)                         | %                                  | Oui                           | (no)                                | Troncature                              |
| Standard ML                            | mod                                | Oui                           | (no)                                | Partie entière (inférieure)             |
| Standard ML                            | Int.rem                            | Oui                           | (no)                                | Troncature                              |
| Standard ML                            | Real.rem                           | (no)                          | Oui                                 | Troncature                              |
| Stata                                  | mod(x,y)                           | Oui                           | (no)                                | Euclidienne                             |
| Swift                                  | %                                  | Oui                           | (no)                                | Troncature                              |
| Swift                                  | remainder(dividingBy:)             | (no)                          | Oui                                 | Arrondie                                |
| Swift                                  | truncatingRemainder(dividingBy:)   | (no)                          | Oui                                 | Troncature                              |
| Tcl                                    | %                                  | Oui                           | (no)                                | Partie entière (inférieure)             |
| Tcl                                    | fmod()                             | (no)                          | Oui                                 | Troncature (as C)                       |
| tcsh                                   | %                                  | Oui                           | (no)                                | Troncature                              |
| Torque                                 | %                                  | Oui                           | (no)                                | Troncature                              |
| Turing (langage) (en)                  | mod                                | Oui                           | (no)                                | Partie entière (inférieure)             |
| Verilog (2001)                         | %                                  | Oui                           | (no)                                | Troncature                              |
| VHDL                                   | mod                                | Oui                           | (no)                                | Partie entière (inférieure)             |
| VHDL                                   | rem                                | Oui                           | (no)                                | Troncature                              |
| VimL                                   | %                                  | Oui                           | (no)                                | Troncature                              |
| Visual Basic                           | Mod                                | Oui                           | (no)                                | Troncature                              |
| WebAssembly                            | i32.rem_u, i64.rem_u (unsigned)    | Oui                           | (no)                                | NC                                      |
| WebAssembly                            | i32.rem_s, i64.rem_s (signed)      | Oui                           | (no)                                | Troncature                              |
| Assembleur x86 (en)                    | IDIV                               | Oui                           | (no)                                | Troncature                              |
| XBase++ (en)                           | %                                  | Oui                           | Oui                                 | Troncature                              |
| XBase++ (en)                           | Mod()                              | Oui                           | Oui                                 | Partie entière (inférieure)             |
| Zig                                    | %, @mod, @rem                      | Oui                           | Oui                                 | Troncature                              |
| Z3 Theorem Prover (en)                 | div, mod                           | Oui                           | (no)                                | Euclidienne                             |

### Quelques détails concernant certains langages suivants la définition utilisant la partie entière inférieure
- Perl : $a % $n est défini sur les entiers ; les opérandes réels sont tronqués vers 0 par coercition ;
- Visual Basic : a Mod n est défini sur les réels et sur les entiers, et renvoie un entier si les deux opérandes sont entiers ;
- Pascal (ISO 7185) : a mod n n'admet que des opérandes entiers, et n doit être strictement positif ;
- Excel : MOD(a;n) fonctionne sur les nombres réels ;
- Python : La FAQ explique ce choix par l'exemple suivant :

« si une horloge indique 10 heures, qu'indiquait-elle 200 heures avant ? -190 % 12 == 2 est utile ; -190 % 12 == -10 est un bug prêt à mordre. »

### Quelques détails concernant certains langages suivants la définition utilisant la troncature
- Free Pascal et Delphi n'autorisent que des opérandes entiers, et la définition du langage[57] précise : « Le signe du résultat est le signe de l'opérande gauche » ;
- C[8], C++ : a % n demande des opérandes entiers ;
- PHP : $a % $n est défini sur les entiers et renvoie un résultat ayant le même signe que $a ;
- Scilab : modulo(a, n) accepte des réels.

Si l'on souhaite utiliser le modulo dans sa définition partie entière inférieure pour l'un de ces langages on peut utiliser l'expression :
```
   (a % n + n) % n
```

## Valeur d'un modulo 0 (valeur 'zéro')
Dans la plupart des langages, l'opération modulo ne donne aucun résultat si le diviseur est nul, mais lance une exception arithmétique de division par zéro.

## Équivalence
Les opérations sur les modulos peuvent être réduites ou étendues de la même manière que les autres opérations mathématiques.
- Identité:
  - {\displaystyle (a\,{\bmod {\,}}n)\,{\bmod {\,}}n=a\,{\bmod {\,}}n}
  - {\displaystyle n^{k}\,{\bmod {\,}}n=0} pour tous les entiers strictement positifs {\displaystyle k}.
  - Si {\displaystyle n} est un nombre premier qui n'est pas un diviseur de {\displaystyle b}, alors {\displaystyle ab^{n-1}\,{\bmod {\,}}n=a\,{\bmod {\,}}n}, d'après le petit théorème de Fermat.
- Inverse:
  - {\displaystyle ((-a\,{\bmod {\,}}n)+(a\,{\bmod {\,}}n))\,{\bmod {\,}}n=0}
  - {\displaystyle b^{-1}\,{\bmod {\,}}n} est l'inverse modulaire, qui est défini si et seulement si {\displaystyle b} et {\displaystyle n} sont premiers entre eux, ce qui est le cas quand la partie gauche est définie: {\displaystyle ((b^{-1}\,{\bmod {\,}}n)\,(b\,{\bmod {\,}}n))\,{\bmod {\,}}n=1}.
- Distributivité:
  - {\displaystyle (a+b)\,{\bmod {\,}}n=((a\,{\bmod {\,}}n)+(b\,{\bmod {\,}}n))\,{\bmod {\,}}n}
  - {\displaystyle ab\,{\bmod {\,}}n=((a\,{\bmod {\,}}n)\,(b\,{\bmod {\,}}n))\,{\bmod {\,}}n}
  - D’où : {\displaystyle a^{2}\,{\bmod {\,}}n=(a\,{\bmod {\,}}n)^{2}\,{\bmod {\,}}n}
- Division (définition): {\displaystyle {\frac {a}{b}}\,{\bmod {\,}}n=((a\,{\bmod {\,}}n)(b^{-1}\,{\bmod {\,}}n))\,{\bmod {\,}}n}, quand l'opérande de gauche est défini. Non définie sinon.
- Multiplication inverse: {\displaystyle ((ab\,{\bmod {\,}}n)\,(b^{-1}\,{\bmod {\,}}n))\,{\bmod {\,}}n=a\,{\bmod {\,}}n}
- Autre:
  - {\displaystyle (a+kn)\,{\bmod {\,}}n=a\,{\bmod {\,}}n} ,avec k un entier naturel